# 朱素嫃
嘉善公主（《國榷》作安泰公主），名朱素嫃，明朝公主，明世宗第五女，母亲是张德妃。
嘉靖二十年，七月十日，皇第五女生，德妃張氏出也，遣京山侯崔元告景神殿。嘉靖三十六年，冊封為嘉善公主。同年，公主下嫁许从诚。